# Żabików (województwo lubelskie)
Żabików – wieś w Polsce położona w województwie lubelskim, w powiecie radzyńskim, w gminie Radzyń Podlaski.
| SIMC    | Nazwa               | Rodzaj    |
| ------- | ------------------- | --------- |
| 0017928 | Kolonia Amerykańska | część wsi |

W latach 1975–1998 miejscowość należała administracyjnie do województwa bialskopodlaskiego.
Wieś jest sołectwem w gminie Radzyń Podlaski. Według Narodowego Spisu Powszechnego z roku 2011 wieś liczyła 525 mieszkańców.

## Historia
Miejscowość wchodziła w skład XVI-wiecznych dóbr Bartłomieja Kazanowskiego, sędziego ziemskiego łukowskiego, a następnie jego syna Jana Kazanowskiego – znanego działacza ariańskiego, który  wzniósł w Żabikowie zbór ariański.

## Pałac w Żabikowie
Kazanowscy na przełomie XVI i XVII wieku wznieśli tu parterowy dwór obronny, jeden z najstarszych tego typu obiekt na południowym Podlasiu. Obiekt  flankowały od frontu pięcioboczne baszty obronne typu puntone. Na zachód  od dworu, przy drodze w kierunku Radzynia, wznosi się element dawnego zespołu - kapliczka poświęcona niegdyś kultowi św. Jana. Pierwotny dwór stanowił przykład wczesnego baroku, co tłumaczyć można ścisłymi kontaktami Kazanowskich z dworem królewskim dynastii Wazów.
W XVIII wieku  otaczający go park został przekomponowany w stylu barokowym i wprowadzono m.in. partery ogrodowe. Od początku XIX stulecia do II wojny światowej właścicielami majątku była rodzina Ośniałowskich. W I połowie XIX w. nadbudowano nad korpusem dworu piętro w wyniku czego nabrał on wyglądu pałacu. M.in. Zabików należał do Włodzimierza Ośmiałowskiego, zmarłego w 1873 r., a następnie do jego syna Stanisława (wymienianego jako właściciel w roku 1927), potem zaś do Karola Ośmiałowskiego, władającego majątkiem aż do 1939 r. W roku 1880 obszar folwarku Żabików wynosił morgów 934 (około 467 ha). Wytyczona została również nowa droga do Radzynia (obok kapliczki) obsadzona wierzbami, niedostępna dla  ludności, służąca jedynie dworowi. W latach 80. XIX wieku w pałacu założono Wyższą Szkołę Rolniczą. Na  początku kolejnego stulecia przeobrażono park tak, że nabrał on cech parku krajobrazowego. Około 1903 r. w części północnej założenia postawiono figurę Matki Bożej.
W tym czasie dobra żabikowskie były mocno zadłużone w Towarzystwie Kredytowym Ziemskim. W roku 1927 ówczesny właściciel dóbr Stanisław Ośmiałowski uzyskał zgodę na parcelację majątku, a pieniądze uzyskane tą drogą przeznaczył na zaspokojenie wierzycieli. Przed parcelacją obszar majątku wynosił 416 ha. Parcelacją objęto wówczas grunty o powierzchni 153 ha. Majątek w Żabikowie nie był tak rentowny aby można było spłacić zaciągnięte przed I wojną światową pożyczki toteż z inicjatywy Towarzystwa Kredytowego majątek został w 1939 r. wystawiony na licytację, która jednak z powodu wybuchu wojny nie doszła do skutku. Przed II wojną światową zespół pałacowy tworzyły pałac, rządcówka, oficyna, kuchnia  pałacowa, wozownia ze stajnią cugową, spichlerz, lodownia, trzy  czworaki, stodoła oraz budynki inwentarskie. Podczas wojny w pałacu kwaterowały wojska niemieckie. W roku 1944, po wkroczeniu oddziałów radzieckich, pałac został rozgrabiony przez okoliczną ludność, a niedługo po tym resztka majątku została rozparcelowana, a w pałacu urządzono szkołę podstawową, która przejęła także park i teren przed pałacem. Na terenie parku zachowały się stare okazy drzew oraz staw. Około 1962 r. pałac został wyremontowany - poszerzono wówczas okna na parterze w elewacji głównej oraz przekomponowano dojazd do pałacu. Przed pałacem urządzono  boisko. W tym samym czasie w budynku dawnej rządcówki umieszczono przedszkole, a przed tym budynkiem ustawiono przyrządy do zabaw dla dzieci. Obecnie w budynku mieści się szkoła podstawowa.

## Religia
Wierni Kościoła rzymskokatolickiego należą do parafii Matki Bożej Nieustającej Pomocy w Radzyniu Podlaskim.

## Sport
We wsi działa powstały w 1971 roku klub piłkarski Unia Żabików, który w sezonie 2020/21 występuje w bialskiej klasie okręgowej. Największym osiągnięciem piłkarzy Unii były występy w bialskopodlasko – siedleckiej klasie międzywojewódzkiej (czwarty poziom rozgrywek piłkarskich) w sezonie 1993/1994.